# Holcocephala curvicosta
Holcocephala curvicosta är en tvåvingeart som beskrevs av Carrera 1958. Holcocephala curvicosta ingår i släktet Holcocephala och familjen rovflugor. Inga underarter finns listade i Catalogue of Life.